# Viva l'Italia/Banana Republic
Viva l'Italia/Banana Republic è un singolo di Francesco De Gregori, pubblicato nel 1979.

## Descrizione
La copertina del disco riprende quella dell'album Viva l'Italia in formato ridotto; dalle sessioni di questo disco sono tratti i due brani, ma solo il primo viene inserito nell'album.

## Tracce
1. Vival'Italia – 3:55 (Francesco De Gregori)
2. Banana Republic (testo originale di Steve Goodman e Steve Burgh) – 3:30 (testo: Francesco De Gregori – musica: Steve Goodman e Jim Rothermel)

## I brani

### Viva l'Italia
È stata in seguito inserita nei dischi dal vivo Il bandito e il campione, Bootleg, In tour, in una versione cantata con Ron, Pino Daniele e Fiorella Mannoia e Mix e nelle raccolte La nostra storia, Curve nella memoria e Tra un manifesto e lo specchio.

### Banana Republic
Inedita su album in studio per molti anni, venne pubblicata nella versione dal vivo proposta insieme a Lucio Dalla nell'album Banana Republic di pochi mesi precedente, si tratta della traduzione in italiano di Banana Republics di Steve Goodman.
In seguito è stata inserita nella raccolta Tra un manifesto e lo specchio.

## Musicisti
- Francesco De Gregori: voce, chitarra acustica, cori
- Jerry Shirley: batteria, percussioni
- Mike Neville: basso
- Phil Spencer: chitarra elettrica e chitarra acustica
- Tommy Eyre: tastiera
- Freddie Kagen: tastiera
- Lucio Dalla: sax (in Viva l'Italia)
- Orchestra The Tiburtina Chamber Orchestra, arrangiata e diretta da David Sinclair Whitaker